# أبو دقيق البقول الأزرق
أبو دقيق البقوليات أو أزرق طويل الذيل أو بازلاء زرقاء (الاسم العلمي: Lampides boeticus)، نوع من جنس أبو دقيق البقول وينتمي إلى فصيلة النحاسية.

## أصل التسمية
يشير اسم أنوع اللاتيني boeticus إلى Baetica، وهي مقاطعة (تاريخية) تابعة للإمبراطورية الرومانية في شبه الجزيرة الأيبيرية.

## التوزيع
يمكن العثور على هذا النوع في أوروبا وأفريقيا وجنوب آسيا وجنوب شرق آسيا وأستراليا.

## الموئل
هذا النوع يعيش على حافة الغابات والمروج الجبلية والأماكن المُزهرة الساخنة على ارتفاع يصل إلى 2700 متر (8900 قدم) فوق مستوى سطح البحر.